# Центр согласия
Центр согласия (ЦС, латыш. Saskaņas centrs, SC) — объединение левых политических партий в Латвии, существовавшее с 2005 по 2014 годы и пользовавшееся поддержкой преимущественно у русскоязычного населения. На момент распада председателем объединения был Нил Ушаков, председателем фракции — Янис Урбанович, заместителями — Валерий Агешин и Артур Рубикс.

## История
ЦС был основан 9 июля 2005 года; в него вошли Партия народного согласия (председатель — Янис Урбанович), партия «Новый центр» (председатель — Сергей Долгополов), Даугавпилсская городская партия (председатель на момент учреждения ЦС — Алексей Видавский), позднее к ним присоединились Социалистическая партия Латвии (председатель — Альфред Рубикс) и Социал-демократическая партия (председатель — Эгилс Рутковскис). Первым лидером объединения стал Сергей Долгополов, но уже в октябре 2005 года его сменил Нил Ушаков.
На выборах Сейма Латвии в октябре 2006 года ЦС получил 14,4 % голосов и 17 мест в парламенте, из них 11 — ПНС, 4 — СПЛ, по 1 — ДГП и СДП.
На муниципальных выборах 2009 года Нил Ушаков и объединение «Центр согласия» добились рекордных результатов на выборах в Рижскую думу, получив 26 мест из 60. В Резекне список Центра согласия получил на выборах 43,51 % голосов и 9 мест из 13 в городской думе, лидер списка Александр Барташевич возглавил городскую думу.
На состоявшихся 2 октября 2010 года выборах в Сейм 10-го созыва «Центр согласия» занял второе место, получив 26,04 % голосов и 29 мандатов. Наилучших результатов ЦС добился в Латгалии (45,59 %) и Риге (38,96 %).
В 2010 году ПНС, «Новый центр» и СДП объединились в новую партию «Согласие», к которой в 2011 году присоединилась и ДГП. Тем самым, «Центр Согласия» стал объединением двух партий — «Согласия» и СПЛ.
На досрочных выборах в сейм 2011 года ЦС занял первое место, набрав 29,5 % голосов.
В последующих выборах в сейм и в Европарламент объединение участвовало отдельными списками от каждой из партий. Переадресовка от бывшего сайта объединения теперь ведёт на сайт партии «Согласие», и обе партии публично выступают по отдельности.

## Партии «Центра согласия»
- Социал-демократическая партия «Согласие»

Лидер — Янис Урбанович. Создана в 2010 г. путём слияния Партии народного согласия (учреждена в 1994 г., лидер с 2005 года — Янис Урбанович), партии Новый центр (учреждена в 2004 г., бессменный лидер — Сергей Долгополов) и Социал-демократической партии — СДП (учреждена в 2002 году под названием «Социал-демократический союз», с 2008 года партию возглавлял Эгилс Рутковскис, в 2009 г. вошла в состав ЦС). В 2011 году в СДПС влилась Даугавпилсская городская партия во главе с Виталием Азаревичем.
- Социалистическая партия Латвии

Социалистическая партия Латвии учреждена в 1994 году. С 1996 года председателем СПЛ был Филипп Строганов, депутат Пятого Сейма Латвии. В 1999 году председателем партии был избран Альфред Рубикс. С 2018 года председателем партии является Владимир Фролов. Партия вошла в состав ЦС в конце 2005 года.

## Заявленные цели
В государственном управлении:
- сократить мотивацию к коррупции; для этого последовательно провести в системе государственного управления разделение законодательной и исполнительной властей
- упразднить влияние политических партий на должностные лица государства и самоуправлений

В экономике:
- обеспечить государственную приоритетную поддержку латвийских производителей
- провести реформу системы налогообложения с тем, чтобы сократить налоги на производительную деятельность (подоходные налоги, налог на добавленную стоимость), ввести или увеличить налоги на непроизводительные ресурсы (неиспользуемые земли, предметы роскоши), ввести прогрессивный подоходный налог
- стремиться обеспечить полную занятость населения
- ввести такую минимальную зарплату, пенсии и социальные пособия, которые обеспечат прожиточный минимум;
- ввести обязательное среднее образование и доступное бесплатное высшее образование
- обеспечить финансируемое государством здравоохранение
- обеспечить жилище каждому
- создать единую систему охраны общественного порядка

В межэтнических отношениях:
- принять декларацию Сейма о межэтническом доверии
- принять государственную программу интеграции общества, основной принцип которой внимательность к интересам всех этнических групп Латвии

Во внешнеполитических отношениях:
- проводить политику добрососедства и приобрести репутацию эффективного посредника в урегулировании конфликтных ситуаций, возникающих между великими державами
- добиться создания зоны латвийского влияния в пограничных областях соседних государств[5]

## Внешние связи
21 ноября 2009 года руководитель парламентской фракции «Центра Согласия» Янис Урбанович в Санкт-Петербурге подписал договор о сотрудничестве с правящей в России партией «Единая Россия». 20 мая 2011 года он же подписал меморандум о сотрудничестве с Коммунистической партией Китая. В 2015 году ЦС присоединился к Партии европейских социалистов, и лидер ЦС Нил Ушаков в интервью 9 октября 2017 заявил, что из-за этого договор с «Единой Россией» больше не в силе и он извещает об этом ЕР, поскольку ПЕС свои отношения с третьими сторонами устраивает централизованно. Однако до этой даты члены ЦС не видели помех одновременно иметь отношения с ПЕС и ЕР. Весной 2016 года депутат Сейма от «Согласия» Андрей Элксниньш подтвердил, что договор по-прежнему в силе. 24 июля 2017 года другой депутат Сейма от «Согласия» Иварс Зариньш заявил, что для латвийцев договор ЦС и ЕР — второй важнейший после договора Латвии с НАТО, поскольку обеспечивает стабильность в стране и не допускает радикализации русских политических сил.
При этом «Согласие» не разорвало договор с Коммунистической партией Китая. Разрыв договора c ЕР привел к спорам внутри партии, в частности, депутат Европарламента Мамыкин обвинил руководство партии в отсутствии открытости и вранье, потому что ПЕС, по его словам, ничего такого не требовала и что «Согласие» является в ней лишь наблюдателем. Также он сообщил, что по договору с КПК любой член «Согласия» является также и членом Коммунистической партии Китая и наоборот, но это не помешало сохранить договор с КПК. После этого депутат покинул «Согласие» и примкнул к «Русскому союзу Латвии».

## Коррупционные скандалы
Члены партии, входящие в ЦС, во время активности этого объединения часто были замешаны в денежно-политических скандалах, однако и представители некоторых других партий неоднократно попадали в суд с похожими обвинениями. Проблема коррупции в Латвии не является проблемой только одной партии. Согласно индексу восприятия коррупции Transparency International от 2019 года, Латвия более коррумпирована, чем её балтийские соседи и занимала в рейтинге 44 место из 180.
В марте 2005 года Бюро по предотвращению и борьбе с коррупцией с подозрением на предложение взятки в 14 000 латов депутату юрмальской думы Ильмару Анчансу, чтобы тот проголосовал за переизбрание мэра города Ю. Хлевицкого, были задержаны два кандидата в депутаты от входящей в ЦС партии «Новый Центр» — Л. Ласманис и Г. Х. Волбругс. Ласманис во время судебного процесса покинул страну и был объявлен в международный розыск, а Волбругс был наказан тремя годами условного срока. Дело было прозвано «Юрмалгейтом», и в нём появилось немало подозрений и в адрес политиков государственного масштаба из разных партий, однако до суда дошли дела только над 4 участниками.
В мае 2005 года Латгальский окружной суд признал двух человек виновными в том, что они на выборах в Резекне скупали голоса в пользу двух депутатов от опять же «Нового Центра». Результаты выборов были отменены.
В октябре 2007 года брат депутата от ЦС Андрея Клементьева и трое работников предприятия, в котором тот был председателем правления, были осуждены за покупку голосов в Елгавском районе. После скандала Клементьев покинул партию.
В марте 2008 года Бюро по предотвращению и борьбе с коррупцией задержало руководителя юридического управления департамента благосостояния Рижской думы и члена Комиссии по закупкам Орландо Розенса («Новый центр»), обеспечивавшего подряды нужным фирмам на конкурсах. Розенс был осуждён на 5 лет.
В июне 2009 года был задержан кандидат в депутаты Артур Орницанс за покупку голосов на выборах самоуправления в Виляны. После первого приговора, оправдания в следующей инстанции и повторного рассмотрения, Латгальский окружной суд в 2014 году признал его виновным и оштрафовал на 960 евро.
В июне 2010 года в мошенничестве в крупном размере был обвинён депутат ЦС Юрис Силовс и его жена. Силовс, ещё будучи председателем думы Гаркалнского края, разбил муниципальное авто, управляя им в нетрезвом виде, и пытался обманом получить страховку, записав аварию на жену. В апреле 2011 года сложил с себя полномочия депутата сейма. Силовс был осуждён на три года, однако во время рассмотрения апелляции продолжал работу в Гаркалнской думе заместителем председателя. В 2017 суд заменил заключение штрафом.
В 2011 году семейное предприятие депутата ЦС Игоря Мельникова было наказано за кражу электричества. Также Мельников был наказан Службой Госдоходов за сокрытие доходов. В 2014 году покинул ЦС и присоединился к маленькой партии евроскептиков. Уже до этих событий за депутатом тянулось дело о бытовом конфликте с применением оружия.
Перед выборами 2011 года ЦС воспользовался оплаченными из России услугами крупной фирмы политтехнологий «NikkoloM» по обучению агитаторов и депутатов, при запрете на иностранное финансирование партий. Руководство партии выдвигало разные оправдания, в частности, Янис Урбанович утверждал, что это происходило без его разрешения и бесплатно, и что им просто навязались и партия их выгнала. Однако выяснилось, что Урбанович сам давал указания московским консультантам и консультанты оставались в Латвии вплоть до дня выборов. В результате этого инцидента Урбанович потерял доступ к гостайне.